# Sumsar
Sumsar (ryska: Сумсар) är en ort i Kirgizistan.   Den ligger i oblastet Zjalal-Abad Oblusu, i den västra delen av landet, 300 km sydväst om huvudstaden Bisjkek. Sumsar ligger 1 179 meter över havet och antalet invånare är 5 967.
Terrängen runt Sumsar är kuperad. Runt Sumsar är det ganska tätbefolkat, med 134 invånare per kvadratkilometer. Det finns inga andra samhällen i närheten. Trakten runt Sumsar består i huvudsak av gräsmarker.